# زمن جيلي

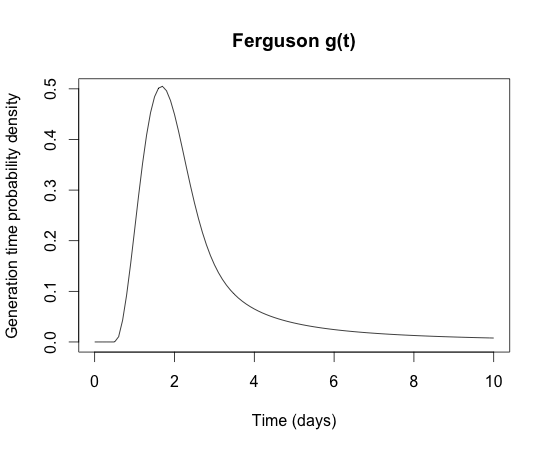
لأمير سعد عوده سعد العتيق

في التجمع السكاني والتركيبة السكانية،الزمن الجيلي (بالإنجليزية: Generation time)‏، هو متوسط الوقت بين جيلين متتاليين في سلالات السكان. وبمعنى آخر هو الوقت الذي تستغرقه مضاعفة عدد أفراد مجموعة سكانية. يتراوح الزمن الجيلي عادةً من 22 إلى 33 عاماً.